# Lidia Costanzo
Lidia Costanzo (...) è un'attrice e doppiatrice italiana.

## Biografia
Lidia Costanzo esordisce intorno alla seconda metà degli anni sessanta in qualità di attrice televisiva, partecipando a diversi sceneggiati. Grazie alla sua verve recitativa, riesce a farsi strada anche nell'ambiente cinematografico, in qualità di comprimario, interpretando spesso il personaggio della «femme fatale» per via del suo aspetto fisico adatto a interpretare ruoli di donne dalle tendenze provocanti quanto diaboliche e allo stesso tempo subdole.
Nel 1969 Lidia Costanzo inizia la carriera di doppiatrice prestando la voce al personaggio protagonista di Patty Toon nel paese dei Pirimpigli: si trattava di un bambino che viveva sotto terra, e spiegava agli altri bambini cosa avveniva nel mondo sotterraneo.
Successivamente, negli anni ottanta, inizia una collaborazione proficua per lo sviluppo dei doppiaggi per la maggior parte relativi alle serie animate che andarono in onda sulle emittenti Fininvest: dotata di una voce particolare e versatile che può andare dalla donna matura al falsetto, l'attrice trova nuova linfa lavorativa in quell'ambito televisivo, curandone spesso la direzione e i dialoghi. 
Tra i lavori più significativi di Lidia Costanzo in qualità di doppiatrice e per il quale le hanno dato maggiore risalto, sono da ricordare il personaggio del gattino alieno Posi in L'incantevole Creamy e quello della perfida Milady in D'Artagnan e i moschettieri del re il quale è ispirato a Lucy Percy, una nobildonna realmente esistita dall'indole malvagia. Nello stesso periodo presta la voce anche per alcuni spot televisivi come il concorso a premi della linea Pampers, andato in onda nel 1985.

## Filmografia

Lidia Costanzo (al centro, la donna bionda) in Storie di vita e malavita (1975)

### Cinema
- Storie di vita e malavita, regia di Carlo Lizzani (1975)
- Quella provincia maliziosa, regia di Gianfranco Baldanello (1975)
- Sbirro, la tua legge è lenta... la mia... no!, regia di Stelvio Massi (1979)
- Innamorato pazzo, regia di Castellano e Pipolo (1981)
- Arrivano i miei, regia di Nini Salerno (1983)
- Anni 90 - Parte II, regia di Enrico Oldoini (1993)

### Televisione
- Le avventure di Laura Storm – serie TV, episodio 2x04 (1966)
- Il Cenerentolo, regia di Flaminio Bollini – film TV (1968)
- La donna di cuori, regia di Leonardo Cortese – miniserie TV (1969)
- Marcovaldo, regia di Giuseppe Bennati – miniserie TV (1970)
- La donna di picche, regia di Leonardo Cortese – miniserie TV (1972)
- I Nicotera, regia di Salvatore Nocita – miniserie TV (1972)
- Six Faces, regia di Alastair Reid – miniserie TV (1972)
- Nel mondo di Alice, regia di Guido Stagnaro – miniserie TV (1974)
- Il superspia, regia di Eros Macchi – miniserie TV (1977)
- La trappola, regia di Carlo Lizzani – film TV (1989)
- Don Tonino – serie TV, episodio 2x01 (1990)
- Cri Cri – serie TV, episodio 1x20 (1990)

## Programmi TV
- Il delitto è servito (1992-1993)

## Discografia

### Album
- Io sono Patitù un Pirimpillo (1969)

### Singoli
- Son felice son contento (1968)
- L'orso e l'ape, con Claudio Celli (1970)
- I magnifici tre/Zucca pelata (1971)